# Appendicula calcicola
Appendicula calcicola är en orkidéart som beskrevs av Rudolf Schlechter. Appendicula calcicola ingår i släktet Appendicula och familjen orkidéer. Inga underarter finns listade i Catalogue of Life.